# Xsan
Xsan es una red de área de almacenamiento de alto rendimiento de la empresa Apple Inc. para sus sistemas operativos macOS y Mac OS X Server.
Xsan permite compartir uno o más dispositivos Xserve RAID con múltiples Xserve o sistemas Macintosh. Con el sistema de archivos Xsan instalado, éstas computadores pueden leer y escribir al mismo volumen de almacenamiento al mismo tiempo. Xsan incluye todo el software requerido para una solución SAN completa, incluyendo el software del controlador de metadata, el software para el sistema de archivos del cliente y una instalación, administración y monitoreo integrados.
También se puede usar Xsan en un ambiente multiplataforma, como sistemas basados en Windows, UNIX o Linux.

## Historia
En mayo de 2006, Apple lanzó Xsan 1.2 con soporte para volúmenes de cerca de 2 petabyte de capacidad.
El 7 de agosto de 2006, Apple anunció Xsan 1.4, el cual se encuentra disponible para las computadores Macintosh con procesador Intel como Binario Universal y soporta sistemas de archivos con lista de control de acceso.
El 5 de diciembre de 2006, Apple lanzó Xsan 1.4.1.